# Джон Бедем
Джон Бедем (англ. John Badham; 25 серпня 1939) — американський режисер.

## Біографія
Джон Бедем народився 25 серпня 1939 року в місті Лутон, графство Бедфордшир, Англія. Син генерала армії США Генрі Лі Бедема молодшого і актриси англійського походження Мері Айоли Бедем. Батько Джона був льотчиком під час першої та другої світових воєн. Джон провів свої перші роки життя в Англії. Після Другої світової війни його сім'я переїхала до Сполучених Штатів. Виріс в Алабамі і вчився в Єльському університеті.

## Кар'єра
Працював на телебаченні над такими телесеріалами, як «Вулиці Сан-Франциско» і «Поліцейська історія». Здобув популярність в 1977 році, після виходу фільму «Лихоманка суботнього вечора» з Джоном Траволтою у головній ролі. У 1983 році зняв фільми «Військові ігри» з Метью Бродеріком і «Блакитний грім» з Роєм Шайдером.

## Особисте життя
Джон Бедем був тричі одружений: з Бонні Г'юз з 28 грудня 1967 по 20 березня 1979 рік, народилася 1 дитина; з Ян Спік з 19 листопада 1983 по 1990 рік; з Джулією Бедем з 1992 року.

## Фільмографія
| Рік       |    | Українська назва                              | Оригінальна назва                                | Роль              |
| --------- | -- | --------------------------------------------- | ------------------------------------------------ | ----------------- |
| 1969—1973 | с  | Нічна галерея                                 | Night Gallery                                    | режисер, продюсер |
| 1970      | тф | Набрати гарячу лінію                          | Dial Hot Line                                    | продюсер          |
| 1971      | тф | Нетерпляче серце                              | The Impatient Heart                              | режисер           |
| 1971      | с  | Сміливі: Сенатор                              | The Bold Ones: The Senator                       | режисер, продюсер |
| 1971      | с  |                                               | Sarge                                            | режисер           |
| 1972      | тф | Нікуди бігти                                  | No Place to Run                                  | режисер           |
| 1972      | с  | Ніколс                                        | Nichols                                          | режисер           |
| 1972      | с  | Шосте відчуття                                | The Sixth Sense                                  | режисер           |
| 1972      | с  | Сміливі: Нові доктора                         | The Bold Ones: The New Doctors                   | режисер           |
| 1972      | с  | Мільйон                                       | Cool Million                                     | режисер           |
| 1973      | с  | Оуен Маршалл, радник адвокатів                | Owen Marshall, Counselor at Law                  | режисер           |
| 1973      | с  | Вулиці Сан Франциско                          | The Streets of San Francisco                     | режисер           |
| 1973      | с  | Кеннон                                        | Cannon                                           | режисер           |
| 1973      | с  | Кунг-фу                                       | Kung Fu                                          | режисер           |
| 1973      | с  | Поліцейська історія                           | Police Story                                     | режисер           |
| 1973      | тф | Хіба це не шокуюче?                           | Isn't It Shocking?                               | режисер           |
| 1974      | тф | Рекс Гаррісон представляє історії про кохання | Rex Harrison Presents Stories of Love            | режисер           |
| 1974      | тф | Закон                                         | The Law                                          | режисер           |
| 1974      | тф |                                               | The Gun                                          | режисер           |
| 1974      | тф | Роздуми про вбивство                          | Reflections of Murder                            | режисер           |
| 1974      | тф | Дитя Бога                                     | The Godchild                                     | режисер           |
| 1976      | тф |                                               | The Keegans                                      | режисер           |
| 1976      | ф  | Мандрівні зірки Бінго Лонга і мото-королі     | The Bingo Long Traveling All-Stars & Motor Kings | режисер           |
| 1977      | ф  | Лихоманка суботнього вечора                   | Saturday Night Fever                             | режисер           |
| 1979      | ф  | Дракула                                       | Dracula                                          | режисер           |
| 1981      | ф  | Чиє це життя, зрештою?                        | Whose Life Is It Anyway?                         | режисер           |
| 1983      | ф  | Блакитний грім                                | Blue Thunder                                     | режисер           |
| 1983      | ф  | Військові ігри                                | WarGames                                         | режисер           |
| 1985      | ф  | Американські блискавки                        | American Flyers                                  | режисер           |
| 1986      | ф  | Коротке замикання                             | Short Circuit                                    | режисер           |
| 1987      | ф  | Стеження                                      | Stakeout                                         | режисер, продюсер |
| 1989      | ф  | Дезорганізована злочинність                   | Disorganized Crime                               | продюсер          |
| 1990      | ф  | Пташка на дроті                               | Bird on a Wire                                   | режисер           |
| 1991      | ф  | Напролом                                      | The Hard Way                                     | режисер           |
| 1992      | кф | Час від часу                                  | From Time to Time                                | продюсер          |
| 1993      | тф | Думки в тумані                                | Relentless: Mind of a Killer                     | продюсер          |
| 1993      | ф  | Дракон: Історія Брюса Лі                      | Dragon: The Bruce Lee Story                      | продюсер          |
| 1993      | ф  | Повернення немає                              | Point of No Return                               | режисер           |
| 1993      | ф  | Стеження 2                                    | Another Stakeout                                 | режисер, продюсер |
| 1994      | ф  | Зона висадки                                  | Drop Zone                                        | режисер, продюсер |
| 1995      | ф  | В останній момент                             | Nick of Time                                     | режисер, продюсер |
| 1996      | тф | Повернення: Легенда Ерла «Козла» Маніго       | Rebound: The Legend of Earl 'The Goat' Manigault | продюсер          |
| 1997      | ф  | Інкогніто                                     | Incognito                                        | режисер           |
| 1998      | тф | Вниз за течією                                | Floating Away                                    | режисер           |
| 1999      | тф | Джек Булл                                     | The Jack Bull                                    | режисер           |
| 2000      | тф | Остання дискусія                              | The Last Debate                                  | режисер           |
| 2002      | тф | Манія                                         | Obsessed                                         | режисер           |
| 2002      | ф  | Хранитель мого брата                          | Brother's Keeper                                 | режисер           |
| 2003      | с  | Щит                                           | The Shield                                       | режисер           |
| 2003      | тф | Слід                                          | Footsteps                                        | режисер           |
| 2004      | тф | Івел Нівел                                    | Evel Knievel                                     | режисер           |
| 2005      | кф | Пожежник                                      | Firefighter                                      | продюсер          |
| 2005      | с  | Сліпе правосуддя                              | Blind Justice                                    | режисер, продюсер |
| 2005      | с  |                                               | Just Legal                                       | режисер           |
| 2006—2007 | с  | Герої                                         | Heroes                                           | режисер           |
| 2007      | с  | Розслідування Джордан                         | Crossing Jordan                                  | режисер           |
| 2007      | с  | Перемовники                                   | Standoff                                         | режисер           |
| 2007—2008 | с  | Лас Вегас                                     | Las Vegas                                        | режисер           |
| 2007—2011 | с  | Ясновидець                                    | Psych                                            | режисер           |
| 2008      | с  | Люди в деревах                                | Men in Trees                                     | режисер           |
| 2008      | с  | У простому вигляді                            | In Plain Sight                                   | режисер           |
| 2009      | с  | Звір                                          | The Beast                                        | режисер           |
| 2009      | с  | Криміналісти: мислити як злочинець            | Criminal Minds                                   | режисер           |
| 2010      | с  | Травма                                        | Trauma                                           | режисер           |
| 2010      | с  | Подія                                         | The Event                                        | режисер           |
| 2010      | кф | День виборів                                  | Election Day                                     | продюсер          |
| 2010      | кф | Ярмо                                          | The Yoke                                         | продюсер          |
| 2011      | кф | Таємне життя Джонатан Скай                    | The Secret Life of Jonathan Sky                  | продюсер          |
| 2012—2013 | с  | Нікіта                                        | Nikita                                           | режисер           |
| 2014      | с  | Костянтин                                     | Constantine                                      | режисер           |
| 2014—2015 | с  | Надприродне                                   | Supernatural                                     | режисер           |
| 2015      | с  | 12 мавп                                       | 12 Monkeys                                       | режисер           |